# Llebre d'Alaska
La llebre d'Alaska (Lepus othus) és una espècie de llebre de la família dels lepòrids. És endèmica d'Alaska (Estats Units).